# Asperula sordide-rosea
Asperula sordide-rosea är en måreväxtart som beskrevs av Mikhail Grigoríevič Popov. Asperula sordide-rosea ingår i släktet färgmåror, och familjen måreväxter.
Artens utbredningsområde är Turkmenistan. Inga underarter finns listade i Catalogue of Life.